# Poil à gratter

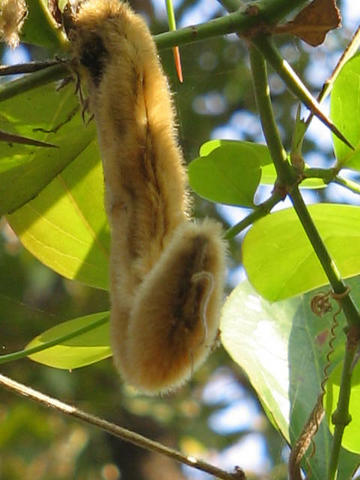
Les poils extérieurs des gousses de pois mascate peuvent servir à fabriquer du poil à gratter.

Le poil à gratter est un groupe de poudres ou de substances poudreuses qui provoquent des démangeaisons au contact de la peau humaine. Il est utilisé habituellement pour faire une farce ou de l'humour potache aux dépens d'une victime insoupçonneuse.

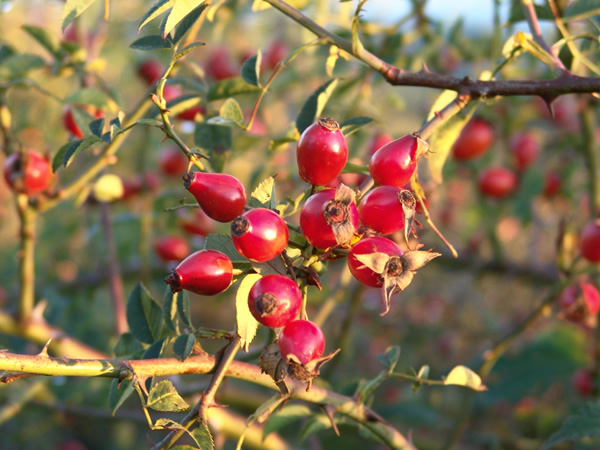
Les baies de l'églantier sont les plus utilisées dans la confection du poil à gratter.

## Principe
La cause de l'irritation peut être mécanique, comme les poils contenus dans les cynorrhodons (fruits de rosacées). Dans d'autres cas, le produit irritant produit une dermatite de contact. C'est le cas par exemple de l'okra, qui contient une enzyme protéolytique qui peut provoquer de l'irritation et des lésions. Un autre ingrédient possible est le pois mascate (Mucuna pruriens). Il est également possible d'utiliser des poils de laine de verre très fins.

## Cas célèbres
Lors de la Seconde Guerre Mondiale, les services secrets britanniques du Special Operations Executive ont traité les uniformes des équipages de sous-marins allemands U-boot avec du poil à gratter. Dans leur rapport trimestriel fait à Churchill en octobre 1943, ils affirment avoir importuné 25 000 marins allemands « dans les parties les plus tendres de l'anatomie humaine », sans que l'effet stratégique ne soit mentionné.